# Campionato mondiale di motocross 1987
Il campionato mondiale di motocross del 1987, fu la trentunesima edizione, si disputò su 12 prove dal 4 aprile al 30 agosto 1987.
Al termine della stagione il belga Georges Jobé si è aggiudicato il titolo per la classe 500cc, l'altro belga Eric Geboers si è aggiudicato la 250cc e l'olandese John Van Den Berk ha conquistato la classe 125cc.

## 500 cc

### Calendario
| Prova | Data      | Gran Premio                  | Località             | Vincitore GP     |
| ----- | --------- | ---------------------------- | -------------------- | ---------------- |
| 1     | 5 aprile  | Gran Premio di Spagna        | Yunquera             | Dave Thorpe      |
| 2     | 12 aprile | Gran Premio di Francia       | Pernes-les-Fontaines | Dave Thorpe      |
| 3     | 26 aprile | Gran Premio d'Austria        | Sittendorf           | Dave Thorpe      |
| 4     | 10 maggio | Gran Premio di Finlandia     | Ruskeasanta          | Georges Jobé     |
| 5     | 17 maggio | Gran Premio di Svezia        | Kristianstad         | Jacky Martens    |
| 6     | 31 maggio | Gran Premio di Germania      | Reutlingen           | Georges Jobé     |
| 7     | 14 giugno | Gran Premio d'Italia         | Ponte a Egola        | Georges Jobé     |
| 8     | 12 luglio | Gran Premio di Gran Bretagna | Farleigh Castle      | Georges Jobé     |
| 9     | 19 luglio | Gran Premio dei Paesi Bassi  | Heerlen              | Kurt Nicoll      |
| 10    | 2 agosto  | Gran Premio del Belgio       | Namur                | Heinz Kinigadner |
| 11    | 9 agosto  | Gran Premio del Lussemburgo  | Kohlenberg           | Kees Van der Ven |
| 12    | 30 agosto | Gran Premio di Svizzera      | Roggenburg           | Kees Van der Ven |

### Classifica finale piloti
| Pos. | Pilota           | Moto     | Punti |
| ---- | ---------------- | -------- | ----- |
| 1    | Georges Jobé     | Honda    | 304   |
| 2    | Kurt Nicoll      | Kawasaki | 249   |
| 3    | Kees Van der Ven | KTM      | 243   |
| 4    | Kurt Ljungqvist  | Yamaha   | 209   |
| 5    | Dave Thorpe      | Honda    | 182   |
| 6    | Leif Persson     | Yamaha   | 158   |
| 7    | Heinz Kinigadner | KTM      | 140   |
| 8    | Jacky Martens    | KTM      | 135   |
| 9    | Jo Martens       | Kawasaki | 124   |
| 10   | Claudio De Carli | Honda    | 118   |

## 250 cc

### Calendario
| Prova | Data      | Gran Premio                   | Localitàa        | Vincitore GP    |
| ----- | --------- | ----------------------------- | ---------------- | --------------- |
| 1     | 12 aprile | Gran Premio del Belgio        | Wuustwezel       | Pekka Vehkonen  |
| 2     | 26 aprile | Gran Premio del Portogallo    | Águeda           | Eric Geboers    |
| 3     | 10 maggio | Gran Premio di Gran Bretagna  | Hawkstone Park   | Pekka Vehkonen  |
| 4     | 17 maggio | Gran Premio dei Paesi Bassi   | Best             | Eric Geboers    |
| 5     | 31 maggio | Gran Premio di Cecoslovacchia | Dalecín          | Eric Geboers    |
| 6     | 21 giugno | Gran Premio di Jugoslavia     | Mladina          | Rob Herring     |
| 7     | 28 giugno | Gran Premio di San Marino     | Borgo Maggiore   | Pekka Vehkonen  |
| 8     | 5 luglio  | Gran Premio di Francia        | Iffendic         | Eric Geboers    |
| 9     | 19 luglio | Gran Premio degli Stati Uniti | Hollister        | Richard Johnson |
| 10    | 2 agosto  | Gran Premio del Brasile       | Campos do Jordão | Pekka Vehkonen  |
| 11    | 9 agosto  | Gran Premio d'Argentina       | Salta            | Rodney Smith    |
| 12    | 30 agosto | Gran Premio di Svezia         | Nyköping         | Eric Geboers    |

### Classifica finale piloti
| Pos. | Pilota          | Moto     | Punti |
| ---- | --------------- | -------- | ----- |
| 1    | Eric Geboers    | Honda    | 381   |
| 2    | Pekka Vehkonen  | Cagiva   | 299   |
| 3    | Jorgen Nilsson  | Honda    | 287   |
| 4    | Michele Rinaldi | Suzuki   | 206   |
| 5    | Rob Herring     | Yamaha   | 194   |
| 6    | Soren Mortensen | Yamaha   | 172   |
| 7    | Peter Hansson   | KTM      | 169   |
| 8    | Leo Combee      | Kawasaki | 140   |
| 9    | Michele Fanton  | Yamaha   | 119   |
| 10   | Marc Velkeneers | Honda    | 119   |

## 125 cc

### Calendario
| Prova | Data      | Gran Premio                   | Località       | Vincitore GP      |
| ----- | --------- | ----------------------------- | -------------- | ----------------- |
| 1     | 5 aprile  | Gran Premio dei Paesi Bassi   | Valkenswaard   | Dave Strijbos     |
| 2     | 3 maggio  | Gran Premio del Belgio        | Nismes         | Dave Strijbos     |
| 3     | 10 maggio | Gran Premio d'Italia          | Arco           | Massimo Contini   |
| 4     | 17 maggio | Gran Premio di Cecoslovacchia | Holice         | John Van Den Berk |
| 5     | 24 maggio | Gran Premio di Bulgaria       | Samokov        | Dave Strijbos     |
| 6     | 28 giugno | Gran Premio di Francia        | Arbis          | Dave Strijbos     |
| 7     | 4 luglio  | Gran Premio d'Irlanda         | Killinchy      | John Van Den Berk |
| 8     | 12 luglio | Gran Premio di Svizzera       | Rothenthurm    | Dave Strijbos     |
| 9     | 26 luglio | Gran Premio di Finlandia      | Kuopio         | John Van Den Berk |
| 10    | 2 agosto  | Gran Premio di Germania       | Niederwurzbach | Jean-Michel Bayle |
| 11    | 16 agosto | Gran Premio degli Stati Uniti | Steele City    | Dave Strijbos     |
| 12    | 30 agosto | Gran Premio d'Austria         | Schwanenstadt  | Jean-Michel Bayle |

### Classifica finale piloti
| Pos. | Pilota            | Moto     | Punti |
| ---- | ----------------- | -------- | ----- |
| 1    | John Van Den Berk | Yamaha   | 357   |
| 2    | Dave Strijbos     | Cagiva   | 341   |
| 3    | Jean-Michel Bayle | Honda    | 310   |
| 4    | Corrado Maddi     | Honda    | 245   |
| 5    | Massimo Contini   | Cagiva   | 225   |
| 6    | Pedro Tragter     | Honda    | 196   |
| 7    | Bob Moore         | Honda    | 155   |
| 8    | Peter Kovar       | Kawasaki | 129   |
| 9    | Dietmar Larcher   | Honda    | 128   |
| 10   | Alberto Barozzi   | Benelli  | 123   |